# Casto (Itália)
Casto é uma comuna italiana da região da Lombardia, província de Bréscia, com cerca de 1.907 habitantes. Estende-se por uma área de 21 km², tendo uma densidade populacional de 91 hab/km². Faz fronteira com Bione, Lodrino, Lumezzane, Marcheno, Mura, Pertica Alta, Vestone.

## Demografia
| Variação demográfica do município entre 1861 e 2011                               |
|                                                                                   |
| Fonte: Istituto Nazionale di Statistica (ISTAT) - Elaboração gráfica da Wikipedia |